# Корчин (Стрыйский район)
Корчин (укр. Корчин) — село в Сколевской городской общине Стрыйского района Львовской области Украины.
Село расположено у автодороги «Верхнее Синевидное-Сходница», на берегу реки Стрый и реки Большая Речка (на которой близ села имеется природная достопримечательность — водопад Гуркало, являющийся памятником природы).
Население по переписи 2001 года составляло 1281 человек. Население по данным сайта postcode.in.ua составляет 1069 человек. Занимает площадь 1,96 км². Почтовый индекс — 82616. Телефонный код — 3251.
В селе имеется деревянная церковь Косьмы и Дамиана с колокольней, 1824 года постройки.

## Галерея

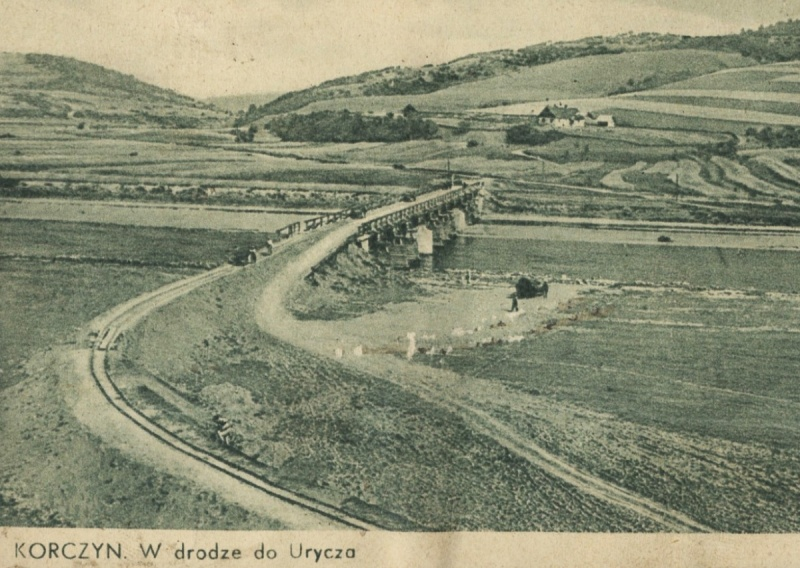
Старое фото с. Корчин (до 1939 г.)
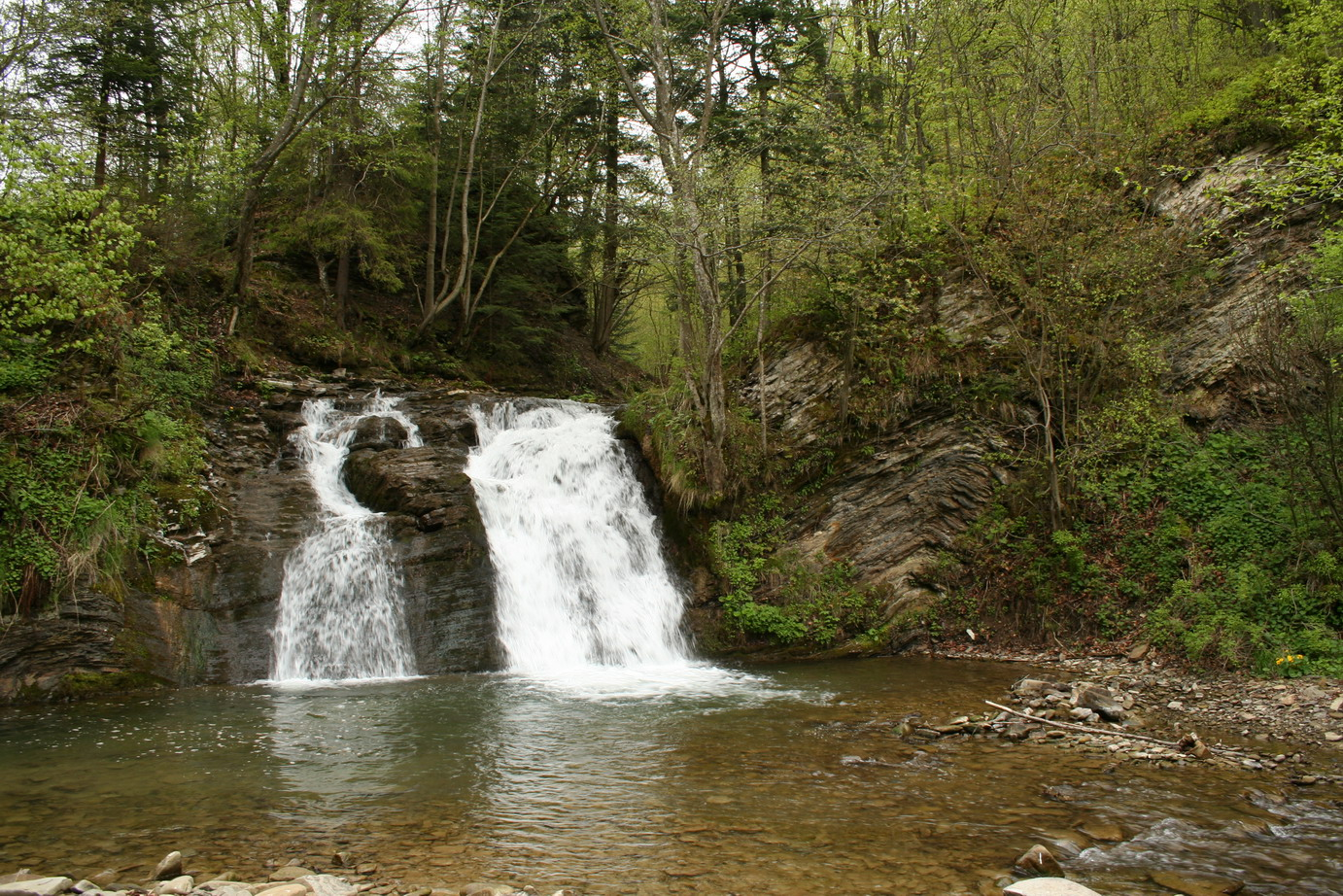
водопад Гуркало